# Kloster Wesemlin

Kapuzinerkloster auf dem Wesemlin (Federzeichnung, 19. Jahrhundert)

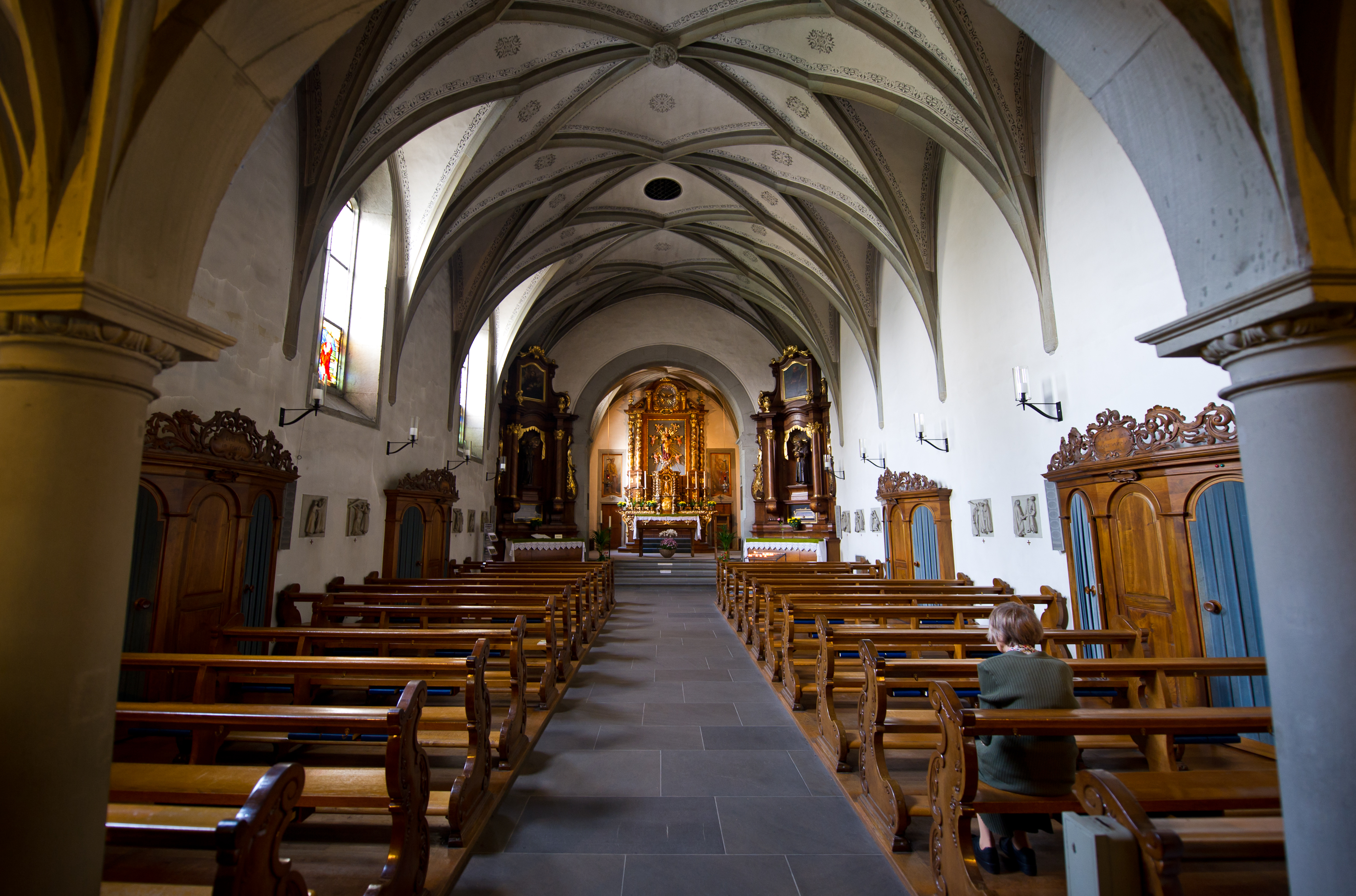
Kapuzinerkloster auf dem Wesemlin

Das Kloster Wesemlin ist ein Kapuzinerkloster auf dem Wesemlin-Hügel in Luzern. 1674/75 wurde die Klosteranlage erweitert. 1730 erfolgte der Bau eines Bibliotheksgebäudes.  Das Kloster befindet sich auf der Liste der Kulturgüter in Luzern in der Kategorie A (national bedeutend).

## Klostergründung und Geschichte
Das Kapuzinerkloster im Wesemlin wurde im Jahre 1584 gegründet. Das Grundstück, auf dem das Kloster errichtet wurde, ist eine Schenkung des Luzerner Ratsherrn Kaspar Pfyffer (1524–1616). Dieser übernahm ausserdem die Kosten für den begonnenen Bau der Klosterkirche. Das Kloster selber war bei der Gründung ein niedriges, einstöckiges Gebäude.
Von 1953 bis 1957 wurde das Kloster umfangreich umgebaut. 2013 bis 2015 erfolgte eine Aufteilung in einen Klosterbereich mit dem Sitz der Schweizer Kapuzinerprovinz, eine Begegnungszone und Flächen für Drittmieter. 

## Bibliothek
Bei der Gründung des Klosters schenkte Kaspar Pfyffer 94 kostbare Bücher. Diese Sammlung, die den Namen «Urbibliothek» trägt, ist zu einem grossen Teil erhalten. Einige Bücher sind bei Ausleihen verloren gegangen. Heute sind es noch 76. Die Bibliothek wurde aufgrund wachsender Bestände 1730, 1914 und 1954 räumlich erweitert.
Mittlerweile ist die Bibliothek mit rund 34'000 Werken eine der wichtigsten Historischen Bibliotheken der Schweiz und von nationaler Bedeutung.

## Klostergarten
Der Garten des Klosters Wesemlin umfasst 2,8 Hektaren. Der Klostergarten diente der kompletten Selbstversorgung. Er besitzt ausserdem für Klostergärten übliche Apfelbaumpergola. Neben dem heute noch bestehenden Garten, bestand ein Ökonomiegebäude mit Schweinehaltung.
Der Klostergarten war in der Vergangenheit nicht öffentlich zugänglich. Eine erste Öffnung geschah für einen Hobby-Imker, der seine Bienenvölker im Klostergarten stationierte. Im Jahr 2004 erfolgte ausserdem eine Öffnung in der Klostermauer beim Feuerwehrteich in Richtung Betagtenzentrum. Der Klostergarten diente den Bewohnenden des Betagtenzentrum als Naherholungsgebiet. 2006 wurde die ehemalige Klosterschreinerei für zehn Jahre der Albert Koechlin Stiftung zur Verfügung gestellt, welche die Räumlichkeiten als Treff für geistig beeinträchtigte Menschen nutzte. Um den Zugang zum Treff zu erleichtern, wurde ein weiterer Durchbruch in Richtung Bushaltestelle gemacht.
Seit dem Umbau des Klosters 2015 wird das Projekt OASE-W umgesetzt. Der Garten wurde ganz für die Öffentlichkeit geöffnet und beinhaltet ausserdem das Klosternahe Wohnen und das Medicum, ein Zentrum für ambulante Medizin.

## Orgel

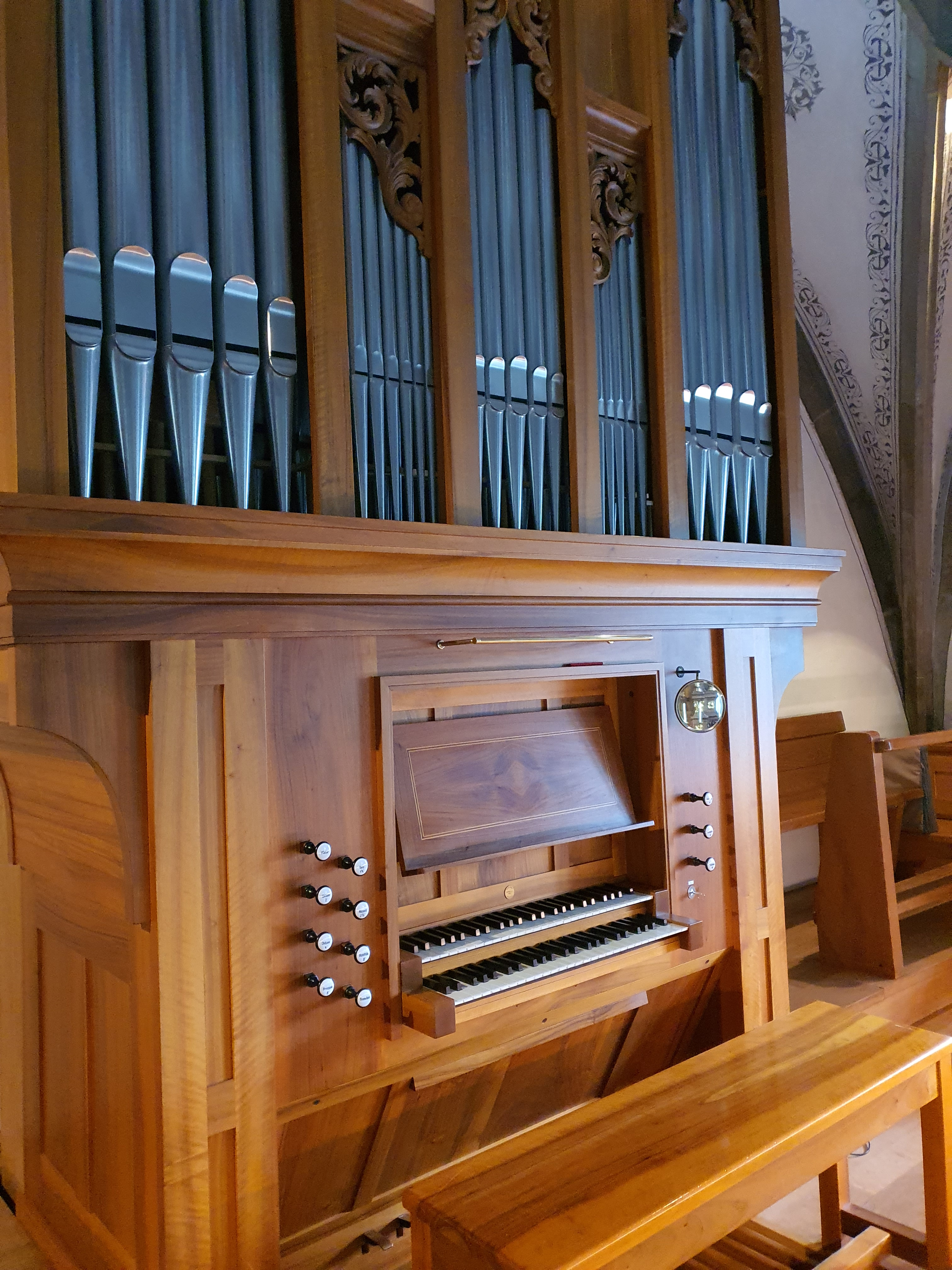
Spieltisch der Orgel

Die Klosterkirche beherbergt eine Ebell-Orgel aus dem Jahr 1993 mit folgender Disposition:
| I Hauptwerk C–d3 |        |
| Principal        | 8′     |
| Hohlflöte        | 8′     |
| Oktave           | 4′     |
| Nazard           | 2 ⁄3′  |
| Oktave           | 2′     |
| Terz             | 1 3⁄5′ |
| Mixtur           |        |
| Tremulant        |        |

| II Oberwerk C–d3 |    |
| Gedackt          | 8′ |
| Rohrflöte        | 4′ |

| Pedal C–d1 |     |
| Subbass    | 16′ |

- Koppeln: II/I, I/P, II/P